# 五条局
五条局（ごじょうのつぼね、生年不詳 - 建久4年2月13日（1193年3月17日））は、平安時代後期から鎌倉時代初期の女房・歌人。
父は若狭守藤原親忠、母は美福門院の乳母伯耆（美福門院伯耆）。実名は不詳であり、一般に美福門院加賀（びふくもんいんのかが）と呼ばれる。

## 生涯
若い頃は加賀の女房名で鳥羽院皇后宮得子（美福門院）に仕え、老年は五条局の名で得子の娘である八条院に仕えた。
藤原為経の妻となり康治元年（1142年）に隆信を産んだが、康治2年（1143年）に為経が出家し離縁された。その後、隆信を連れて藤原俊成と再婚し、成家・定家・健御前など多くの子女に恵まれた。為経の姉妹の1人が俊成の妻になって後白河院京極局らを儲けており、再婚の背景には為経と俊成のつながりがあったとみられる。
隆信が「母の 紫式部が霊に一品経せられしに陀羅尼品をとりて」、娘婿藤原宗家も「紫式部のためとて結縁経し侍りける所に薬草喩品をおくり侍るとて」という詞書を持つ歌を残していることから、加賀は紫式部の供養を行う程「源氏物語」を深く愛する女性だったと考えられている。なお、同時代であることから、澄憲の「源氏一品経」にある源氏供養の依頼主「大施主禅定比丘尼」を加賀とする説もある。
加賀の死は家族らに衝撃を与え、俊成が「としごろのとも 子共之母」のために9首の哀傷歌を詠み、式子内親王が11首唱和している他、定家・俊成・九条良経・殷富門院大輔・顕昭による哀傷歌が勅撰和歌集に残されている。

## 作品
定家が撰者をつとめた勅撰和歌集に定家母として2首入集している。
- 『新古今和歌集』

　俊成の『長秋詠藻』『俊成家集』によると、嵯峨野でほの見ける女（ちらりと見えた女）に何度か文を送ったが返事が全くなかったためこの歌を送った。「仕方ない、ならばせめて来世には逢うと約束して下さい。あなたにふられる辛さに耐えられず死ぬこともありえますから」と迫る俊成に対し、「来世のことは約束しましょう。ただその"約束"だけを現世の『契り』として、"男女の仲"は辛いこの世に見た儚い夢と諦めてください」とあしらう。これが加賀からの初めての返歌だった。
　この贈答詠は『新古今和歌集』の恋歌三の巻軸を飾る他、定家の秀歌撰『定家八代抄』にも採られている。

- 『新勅撰和歌集』

　定家が少将に昇進しほっとしたという親心の歌である。

## その他
- 美福門院が発願し永治元年（1141年）に完成した歓喜光院に源師行が丹波国多紀荘を寄進した際、師行と美福門院の仲介に入った「加賀殿」は彼女のこととされる[8]。